# Selenocephalus sacarraoi
Selenocephalus sacarraoi är en insektsart som beskrevs av Rodrigues 1968. Selenocephalus sacarraoi ingår i släktet Selenocephalus och familjen dvärgstritar. Inga underarter finns listade i Catalogue of Life.